# Jovica Elezović
Jovica Elezović, född den 2 mars 1956 i Vrbas, Jugoslavien, är en jugoslavisk handbollsspelare.
Han tog OS-guld i herrarnas turnering i samband med de olympiska handbollstävlingarna 1984 i Los Angeles.